# Hrabove
 (juillet 2014).
Si vous disposez d'ouvrages ou d'articles de référence ou si vous connaissez des sites web de qualité traitant du thème abordé ici, merci de compléter l'article en donnant les références utiles à sa vérifiabilité et en les liant à la section « Notes et références ».
Hrabove (en ukrainien : Грабове) ou Grabovo (en russe : Грабово) est un village du raïon de Chakhtarsk, dans l’oblast de Donetsk,  en Ukraine. Sa population s'élevait à 1 000 habitants en 2001.

## Histoire
C'est à proximité de ce village qu'un Boeing 777-200ER de la Malaysia Airlines (Vol 17) avec 298 personnes à son bord s'est écrasé à la suite d'une collision avec un missile sol-air, le 17 juillet 2014.